# Ludwig Mollwo (Historiker)

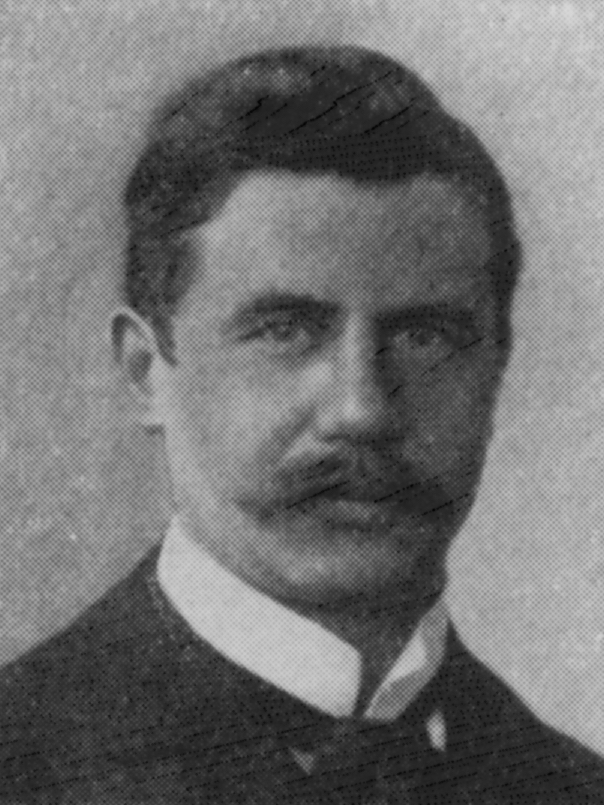
Ludwig Mollwo

Ludwig Heinrich Mollwo (* 18. Mai 1869 in Lübeck; † 30. August 1936 in Bad Heilbrunn) war ein deutscher Historiker und Hochschullehrer.

## Leben
Ludwig Mollwo war der älteste Sohn des Oberlehrers am Lübecker Katharineum Ludwig Wilhelm Heinrich Mollwo (* 25. Oktober 1832 in Lübeck; † 1922) und dessen Frau Luise, geb. Haltermann (1844–1900). Beide Eltern stammten aus Lübecker Kaufmannsfamilien; sein Vorname erinnerte an den Ratsherrn Ludwig Heinrich Mollwo. Die Malerin Anna Mollwo war seine jüngere Schwester, Carl Mollwo war sein Cousin.
Mollwo besuchte das Katharineum von 1874 bis zum Abitur Ostern 1887 und studierte Geschichte und Geographie, zuerst fünf Semester an der Philipps-Universität Marburg, wo er dem Philologisch-Historischen Verein, der späteren Marburger Burschenschaft Rheinfranken beitrat, der er lebenslang angehörte. Er studierte dann drei Semester an der Friedrich-Wilhelms-Universität Berlin. Nach zwei weiteren Semestern in Marburg wurde er hier 1893 mit einer von Max Lehmann betreuten  Dissertation über die Kapitulation von Maxen zum Dr. phil. promoviert. Am 9. Dezember 1892 hatte er schon die Prüfung für das Lehramt an Höheren Schulen bestanden. Mit seinem Lehrer Lehmann ging Mollwo anschließend an die Universität Göttingen. 1899 habilitierte er sich hier mit einer Arbeit über Hans Karl von Winterfeldt und wurde Privatdozent für Mittlere und Neuere Geschichte. Im Dezember 1906 erfolgte seine Ernennung zum Titularprofessor.
Ab 1916 war Mollwo Oberlehrer am Kaiser-Wilhelm-Gymnasium in Hannover, ab 1918 zugleich Professor für Geschichte an der TU Hannover. 1932 wurde er in den Ruhestand versetzt.
Seit 1904 war er verheiratet mit Erika Mollwo, geborene Voigt (1883–1960), einer Tochter des Physikers Woldemar Voigt (1850–1919). Das Paar hatte drei Söhne, darunter den Physiker Erich Mollwo.

## Werke
- Die Kapitulation von Maxen. Marburg: Sömmerling 1893 (Diss.)

Digitalisat, Internet Archive
- Hans Carl von Winterfeldt: Ein General Friedrichs des Großen. 1899

Nachdruck Oldenbourg Wissenschaftsverlag (= Historische Bibliothek 9) doi:10.1515/9783486731187
Digitalisate, HathiTrust
- Festschrift zur Feier des fünfzigjährigen Bestehens des Kaiser Wilhelms Gymnasiums in Hannover 1875–1925. Hannover 1925 mdz-nbn-resolving.de
- Markgraf Hans von Küstrin. Hildesheim [u. a.]: Lax 1926

Digitalisat